# 365 giorni - Adesso
365 giorni - Adesso (365 Dni: Ten Dzień) è un film erotico polacco del 2022 diretto da Barbara Białowąs e Tomasz Mandes, seguito del film 365 giorni.
Il film è uscito il 27 aprile 2022 su Netflix.

## Trama
Il film inizia con il matrimonio di Massimo e Laura, che è sopravvissuta all'incidente avvenuto al termine del film precedente pur avendo perso il bambino che aspettava. Inizialmente la vita matrimoniale procede felicemente, ma Laura inizia a sentirsi esclusa e annoiata perché non ha nulla da fare mentre Massimo è impegnato nel suo lavoro e questo causa numerose discussioni fra i due. Laura intanto inizia ad interessarsi a Nacho, affascinante e sensibile giardiniere della casa. Una notte durante una festa, Laura vede Massimo che fa sesso con la sua ex ragazza. Ha il cuore spezzato ed esce di casa, incontrando il giardiniere che la convince a fuggire su un'isola. 
Massimo, che non capisce cosa sia successo, inizia a cercare Laura. Laura intanto si gode la vita sull'isola e inizia ad avere fantasie sessuali su Nacho. Un giorno Nacho propone a Laura di incontrare suo padre rivelandole che fa parte di una banda mafiosa rivale di Massimo. Laura è scioccata e si sente tradita, ma accompagna comunque il giardiniere a casa di suo padre. Laura rimane con alcune guardie mentre Nacho raggiunge suo padre e lo trova impegnato in una lite con Massimo. Improvvisamente Nacho si rende conto che le guardie a cui ha lasciato Laura non sono della sua banda, e che l'hanno fatta scomparire. 
Nacho e Massimo si precipitano a salvare Laura, che è stata rapita dal fratello gemello di Massimo, che aveva pianificato tutto a partire dal rapporto sessuale (era lui e non Massimo) la notte della festa che aveva causato la fuga di Laura. Mentre i due discutono Massimo entra nel locale e cerca di salvare Laura, che gli corre incontro ma viene colpita con uno sparo dall'ex ragazza di Massimo. Massimo spara a suo fratello per poi precipitarsi a soccorrere Laura. Il film si conclude con Laura che giace tra le braccia di Massimo.

## Colonna sonora
1. EMO & Marissa – 365 Days[1]
2. Franz Schubert – Ave Maria
3. Oskar Cyms – My Girl
4. EMO – On It
5. J. J. Abel, gościnnie: Carla Fernandes – Mi Amor
6. Marissa – If U Like That
7. Adam Peters – City of Sand
8. EMO – Don't Mess with My Mind
9. Nairobiee, Kurt Karver, Jim Lord e Aldous Finch – It Feels Like Home
10. Marien – Nothing To Lose
11. Bryska – You Were in Love
12. The Fun Machine – All I Want Is You for Christmas
13. Ian Scott – Xmas
14. EMO – Promises
15. Marien – Trouble Maker
16. Royal Philharmonic Orchestra e Peter Guth – Voices Of Spring
17. Royal Philharmonic Orchestra e Peter Guth – Strauss: Wine e Women & Song
18. Bleeding Fingers Music – Quintessence
19. Natalia Krakowiak – Secrets
20. Compagnia D’Opera Italiana, Antonello Gotta e Stefano Secco – Aprile
21. Ian Scott – Complicated
22. Tynsky – Give Me Some Love
23. Nexus Trix e Red Earth – Eyes On Target
24. EMO – Good To Me
25. Jhn McFly – Winter Summer (feat. Tynsky)
26. J. J. Abel – Dos Horas (feat. Daniel Rondon & Kuinvi)
27. Marissa – By Your Side
28. Ian Scott – Show Me
29. Tommy Docherty – Never Again
30. Naomi August – Be Mine (Remix)
31. The Rigs – The Calling (EPIX Remix)
32. Marissa – The End
33. Marissa – EMO
34. Michele Morrone – Another Day
35. DJ Khalil – I Don't Care

## Distribuzione
365 giorni è stato distribuito il 27 aprile 2022 su Netflix in contemporanea in Polonia, USA e Gran Bretagna.

## Sequel
Il 19 agosto 2022 è uscito su Netflix il sequel intitolato Altri 365 giorni.